# モンテロトンド
モンテロトンド（伊: Monterotondo）は、イタリア共和国ラツィオ州ローマ県にある、人口約41,000人の基礎自治体（コムーネ）。
中世から近代までを通して、ローマの貴族オルシーニ家の中心都市として栄えた。

## 地理

### 位置・広がり
ローマ県北東部のコムーネ。

#### 隣接コムーネ
隣接するコムーネは以下の通り。
- カペーナ
- カステルヌオーヴォ・ディ・ポルト
- フォンテ・ヌオーヴァ
- メンターナ
- モンテリブレッティ
- パロンバーラ・サビーナ
- リアーノ
- ローマ

### 気候分類・地震分類
モンテロトンドにおけるイタリアの気候分類 (it) および度日は、zona D, 1669 GGである。
また、イタリアの地震リスク階級 (it) では、zona 2B (sismicità media) に分類される。

## 行政

### 分離集落
モンテロトンドには、以下の分離集落（フラツィオーネ）がある。
- Monterotondo Scalo, Piedicosta, Borgonovo, Tormancina, San Martino, Grotta Marozza, La Ficorella, La Fonte

## 人物

### 著名な出身者
- マッシモ・スカリ - フィギュアスケート・アイスダンス選手。
- マルコ・マルキオンニ - サッカー選手。